# Ansager IF
Ansager IF (Ansager Idrætsforening) er idrætsforeningen i Ansager. Klubben tilbyder fodbold, håndbold, badminton og gymnastik.

## Fodboldafdelingen
Ansager IF råder over et forholdsvis stort stadion, og klubben har for tiden to herreseniorhold, som spiller i henholdsvis serie 3 og serie 6.